# لويد لي
لويد لي (بالإنجليزية: Lloyd Lee)‏ هو لاعب كرة قدم أمريكية أمريكي، ولد في 10 أغسطس 1976 في منيابولس في الولايات المتحدة.

## وصلات خارجية
- لويد لي على موقع مرجع كرة القدم المحترفة.كوم (الإنجليزية)